# Recesión económica en Venezuela (1959-1963)
La recesión económica en Venezuela ocurrió entre 1959 y 1963, durante la presidencia de Rómulo Betancourt, y afectó a la industria nacional de la construcción.La recesión económica que azotó a Venezuela entre 1959 y 1963 estuvo profundamente vinculada a las tensiones entre el Gobierno y las concesionarias petroleras, exacerbadas por cambios significativos en la política petrolera adoptados bajo la administración de Rómulo Betancourt y el ministro de Minas e Hidrocarburos, Juan Pablo Pérez Alfonzo.
La política petrolera de la administración Betancourt fue objeto de intenso escrutinio y debate. El senador Arturo Uslar Pietri, en un enfrentamiento televisado con Pérez Alfonzo, criticó la dirección de la política petrolera, argumentando que era prematuro abandonar el sistema de concesión sin una estrategia alternativa clara. Uslar Pietri también cuestionó la disminución de la inversión petrolera y alertó sobre los riesgos de asociarse con la OPEP.
Los problemas en la política petrolera coincidieron con una época turbulenta a nivel político en Venezuela. El inicio de la década de 1960 estuvo marcado por intentos de golpes de estado, intentos de asesinato, y el inicio de acciones guerrilleras. Además, se enfrentó a problemas económicos, como la fuga de capitales, desequilibrio fiscal, y la caída del ingreso petrolero.

## Contexto y política petrolera
El Gobierno, apoyado por factores políticos y la nueva Constitución de 1961, se comprometió a no otorgar más concesiones petroleras sin la aprobación explícita de ambas Cámaras del Congreso. Esta decisión, que prometía a largo plazo devolver a la nación la mayoría de las áreas en concesión, generó preocupación y rechazo entre las compañías petroleras.
Internamente, aunque la Federación de Cámaras y Asociaciones de Comercio (Fedecamaras) inicialmente respaldó el aumento de los tributos a las compañías en 1958, se alineó con las concesionarias en oposición a la política petrolera del Gobierno. Este cambio se atribuye a una tensión entre la aspiración de obtener una mayor renta petrolera y la consolidación de una alianza entre el capital privado nacional y el petrolero internacional.

## Causas
Para 1959, Venezuela era el principal proveedor de petróleo de Estados Unidos, y a su vez, el 68% de la producción nacional de petróleo estaba manejada por inversionistas estadounidenses a través de concesionarias. Cuando Rómulo Betancourt llegó al poder, Juan Pablo Pérez Alfonzo fue el arquitecto de su política petrolera, que buscaba conseguir mejores posiciones para el Estado en su relación con las concesionarias, y a favor de una política petrolera de defensa del petróleo nacional, que había comenzado a impulsar durante el Trieno y que fue interrumpida por el Golpe de Estado en Venezuela de 1948.
Siguiendo esta política petrolera, el gobierno aumentó el Impuesto sobre la Renta de las grandes empresas de un 25% a un 45% y anuló las concesiones petroleras recibidas durante la Dictadura militar de Pérez Jiménez. En abril de 1959 el presidente de Estados Unidos Dwight D. Eisenhower anunció cuotas obligatorias de restricción de las importaciones de petróleo de EE. UU., incluyendo las importaciones venezolanas, alegando que en una hipotética futura guerra, el petróleo que entrara por mar significaría una «amenaza para su seguridad». Las empresas extranjeras entonces disminuyeron el ritmo de sus actividades de exploración y perforación, reduciéndose la inversión bruta de la industria petrolera. El gobierno de Betancourt protestó la restricción, sin embargo, ésta se mantuvo con variantes hasta 1973 e impactó negativamente el precio del petróleo venezolano.

## Respuesta gubernamental
El gobierno de Betancourt elaboró un plan con una serie de medidas legales y económicas denominadas el «pentágono petrolero» por Juan Pablo Pérez Alfonzo, entre las que se incluyó la elevación del gasto público y de los impuestos, un control de cambios, y la creación de la Organización de Países Exportadores de Petróleo.
Las reservas internacionales de Venezuela eran de 1.396 millones de dólares (1957) y disminuyeron a 583 millones (1962), acentuándose con una fuga cada vez mayor de capitales. Esta fue la razón de que el gobierno estableciera en 1960 un control de cambios y lo intensificara en 1961.